# إيكيدنا ذو المنقار الطويل
الإيكيدنا (الاسم العلمي: Zaglossus hacketti) ويعرف أيضا باسم «الإيكيدنا ذو المنقار الطويل» هو نوع منقرض من الثدييات ذات الأشواك التي تتكاثر بوضع البيوض. كان يعيش في غرب أستراليا، ويعود تاريخه إلى العصر الجليدي. لم يكن هذا الكائن معروفا للعلماء إلى أن تم التعرف عليه لأول مرة من رواسب أحفورة عثر عليها في كهف لحيوان الماموث في عام 1909. حيث وجد عدد قليل جدا من عظامه.

## التسمية
بسبب لسانه البالغ طوله 54 سم. (طول لسان الإنسان البالغ حوالي 7 سم). ركب اسمه العلمي من كلمتين: "Zaglossus" وتعني اللسان الطويل و "hacketti" وهو الاسم الذي أضيف إليه تكريما لـ «السير جون وينثروب هاكيت»، الرئيس السابق لمجلس أمناء المتحف الغربي الأسترالي.

## الإكتشاف
تم اكتشاف أحافير الإيكيدنا في كهف الماموث في غرب أستراليا. كانت الأحافير رديئة، ومعظمها عبارة عن فقرات وعظام الساق، ومادة الجمجمة غير موجودة تمامًا، مما يجعل تصنيف الإيكيدنا في نفس جنس النضناض طويل المنقار غير مؤكد. تحتوي بعض الأحافير على شقوق وعلامات حرق، مما يشير إلى أن البشر قاموا على الأقل من حين لأخر بصيد هذا الحيوان.
عثر في أرض أرنهيم في الأقليم الشمالي على قطعة صخرية فنية تعود إلى زمن السكان الأصليين، وهي تصورالإيكيدنا، أو ربما تكون لحيوان النضناض الغربي طويل المنقار الحالي (الاسم العلمي Zaglossus bruijni).

## الوصف
كان يبلغ  طوله 1 مترًا تقريبًا، ويزن على الأرجح حوالي 30 كجم (66 رطلاً)، مما يجعله من أكبر أنواع الثدييات البدائية التي عاشت على الأرض، وبسبب عدم وجود جمجمة له، فإن تصنيفه ضمن الثدييات الحالية التي تمتلك الأشواك لا يزال غير مؤكد وموضع خلاف.
يتشابه هذا الحيوان مع آكل النمل الشوكي، حيث أن جسمه مغطى بأشواك للحماية. كان للإيكيدنا أرجل خلفية طويلة تمكن الحيوان من الوقوف وتحرير ذراعيه، حتى يتمكن من استخدام مخالبه الطويلة جدًا لحفر أعشاش النمل الأبيض. هذه الميزة جعلت الإيكيدنا أكثر مهارة في السير عبر الغابات المشجرة، كان لديه خرطوم أطول وأكثر انحناءًا من الأنواع الحالية الشائعة، وعلى الأرجح أنه كان يتغذى على اليرقات والخنافس والديدان واللافقاريات الأخرى.